# Lucio Sordoni
Pas d'image ? Cliquez ici

a Compétitions nationales et continentales officielles uniquement.

b Matchs officiels uniquement.
Dernière mise à jour le 10 juin 2025.
Lucio Sordoni, né le 23 juillet 1998 à Rosario (Argentine), est un joueur de rugby à XV international argentin évoluant au poste de pilier.

## Carrière

### En club
Lucio Sordoni commence à jouer au rugby dans sa ville natale avec l'Atlético del Rosario. Il commence sa carrière en 2017 avec son club, disputant le tournoi de l'URBA.
En 2019, il est retenu avec la franchise des Jaguares pour disputer le Super Rugby,. Il joue son premier match le 25 mai 2019 contre les Waratahs. Il dispute seulement deux rencontres lors de sa première saison.
Plus tard en 2019, il dispute également la Currie Cup First Division avec les Jaguares XV (réserve des Jaguares), et remporte la compétition. Il s'impose comme le titulaire au poste de pilier droit, et dispute huit matchs lors de la saison.
Lors de la saison 2020 de Super Rugby, il ne dispute qu'une rencontre, avant que la saison ne soit interrompue à cause de la pandémie de Covid-19.
En 2021, les Jaguares sont exclus du Super Rugby, et Sordoni rejoint la franchise australienne des Melbourne Rebels en Super Rugby AU,. Au terme de la saison, il n'est pas conservé après sept matchs joués avec les Rebels, et quitte la franchise.
En janvier 2022, il est annoncé qu'il rejoint le Stade montois en Pro D2, mais il est finalement recalé à la visite médicale en raison de problèmes aux cervicales,.
Il rentre alors en Argentine, et retourne à la compétition en juillet 2022 avec son ancien club de l'Atlético del Rosario dans le championnat de l'URBA,.
En août 2022, il est recruté par la province écossaise des Glasgow Warriors sur la base d'un contrat de courte durée, ayant pour but de compenser l'absence sur blessure de son compatriote Enrique Pieretto,. Convaincant lors de ses premières matchs, il prolonge rapidement son contrat pour une durée de deux saisons. En 2024, son équipe remporte la saison du United Rugby Championship, mais il ne dispute pas la finale, barré par Zander Fagerson et Oli Kebble. Après deux saisons à Glasgow, et trente-et-un matchs joués, il n'est pas conservé.
Libre à l'intersaison 2024, il rejoint le Racing 92 en Top 14, en tant que joker médical de Demba Bamba.
À la fin de sa mission avec le Racing, il reste en France, et rejoint l'US Montauban en Pro D2 en tant que joker médical de Mirian Burduli (en). En mai 2025, deux mois après son arrivée à Montauban, il prolonge son engagement avec le club jusqu'en 2027. À la fin de sa première saison avec Montauban, il participe au parcours surprenant du club tarn-et-garonnais, qui parvient à être sacré champion de France après une finale remportée face au FC Grenoble, et accède au Top 14.

### En équipe nationale
Lucio Sordoni a joué avec l'équipe d'Argentine des moins de 20 ans, et dispute le championnat du monde junior en 2018,.
Plus tard la même année, il joue également avec l'équipe nationale réserve d'Argentine (Argentine XV), disputant l'Americas Pacific Challenge 2018.
Il est sélectionné pour la première fois avec l'équipe d'Argentine en octobre 2018, dans le cadre de la tournée de novembre en Europe. Il obtient sa première cape internationale le 10 novembre 2018 à l'occasion d'un test-match contre l'équipe d'Irlande à Dublin.
En 2019, il est retenu dans le groupé élargi pour préparer la Coupe du monde 2019 au Japon, mais n'est pas sélectionné dans le groupe final.

## Palmarès

### En club
- Finaliste du Super Rugby en 2019 avec les Jaguares.
- Vainqueur de la Currie Cup First Division en 2019 avec les Jaguares XV.
- Vainqueur du United Rugby Championship en 2024 avec les Glasgow Warriors.
- Vainqueur du Championnat de France de 2e division en 2025 avec L'US Montauban.

## Statistiques
Au 27 mai 2025, Lucio Sordoni compte 8 capes en équipe d'Argentine, dont 2 en tant que titulaire et 1 essai , depuis le 10 novembre 2018 contre l'équipe d'Irlande à Dublin.
Il participe à une édition du Rugby Championship, en 2020. Il dispute une rencontre dans cette compétition.